# Houtkap

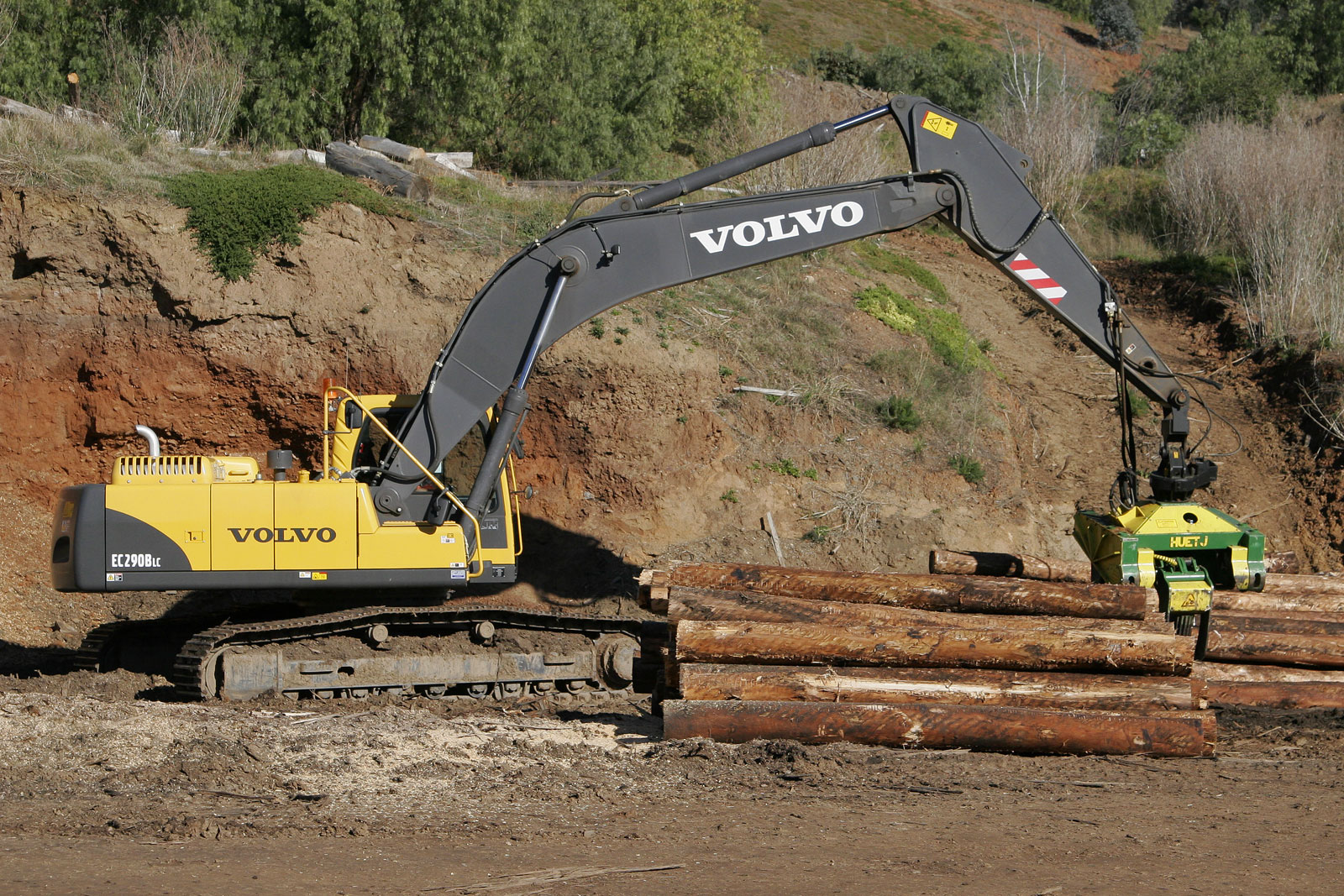
Machinale en computergestuurde houtkap bespaart de houtindustrie tijd en geld.

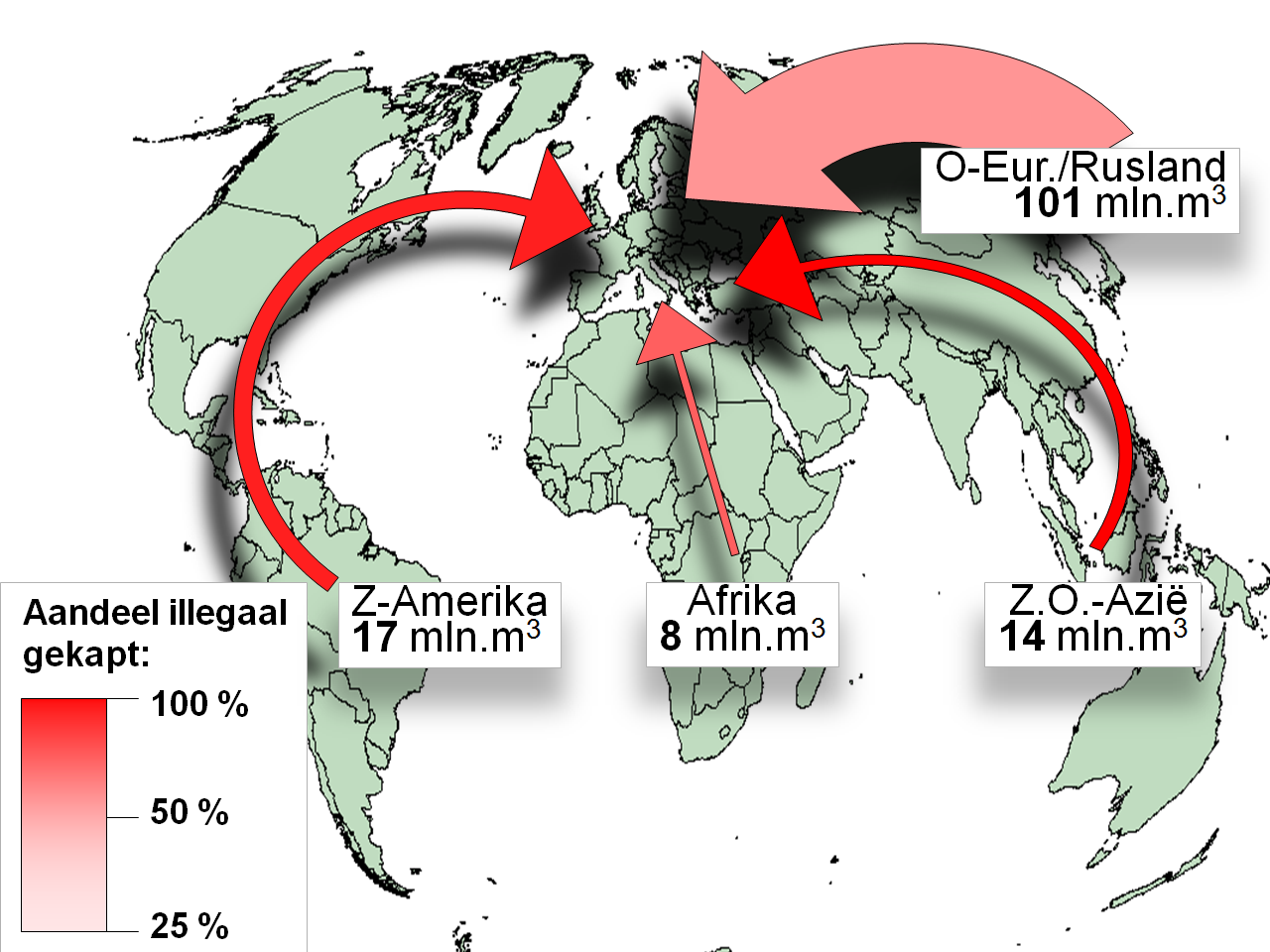
Houthandel vanuit de werelddelen met de Europese Unie inclusief het geschatte percentage illegaal gekapt hout (2009) (schattingen volgens wwf.be/OECD).

Houtkap is het vellen van bomen. Zowel in voor de houtteelt aangelegde productiebossen als in natuurlijke bossen vindt houtkap plaats. Houtkap vindt ten behoeve van de houtindustrie, bosbeheer gericht op biodiversiteit en bosverjonging op berghellingen om lager liggende infrastructuur te beschermen.

## Dunning
Dunning is het weghalen van een deel van de bomen om de groei van de overblijvende bomen te stimuleren. Dunning zorgt ervoor dat de concurrenten van de aangewezen toekomstbomen (bomen die men verder wil laten groeien) worden gekapt, zodat laatstgenoemden meer licht en voedingsstoffen krijgen. Bij dunning worden ook die bomen gekapt die mogelijk anders toch zouden sterven.
Er zijn drie soorten dunning:
1. Systematische dunning, waarbij op systematische wijze bomen worden gekapt.
2. Laagdunning, waarbij bomen worden weggenomen die weinig of geen kans hebben om te overleven of die misvormd zijn.
3. Hoogdunning, waarbij de concurrenten van toekomstbomen worden weggekapt.

## Kaalkap
Kaalslag of kaalkap is eenvoudigste manier hout te oogsten. Hierbij wordt een stuk bos in één keer geveld, en het bruikbare hout afgevoerd. Als een dergelijke kapvlakte te groot is, kan het bosklimaat ter plaatse worden aangetast.
In de gematigde streken wordt het vrijkomende top- en takhout vaak verhakseld of op rillen geschoven en wordt het terrein klaar gemaakt voor herinplant, kunstmatige bezaaiing of natuurlijke verjonging. In de tropen worden de restanten na een kaalkap vaak verbrand.

## Groepenkap
Bij groepenkap, zoals femelslag en zoomslag, wordt een stuk bos weggekapt om zo de biodiversiteit in het bos te bevorderen. Dit wordt onder andere door natuurbeschermingsorganisaties toegepast in productiebossen met een monocultuur, zoals bij aangeplante naaldbossen op arme zandgronden om verstuiving tegen te gaan. Op deze wijze worden open plekken of stroken gecreëerd die ofwel beplant worden met de gewenste soorten of door natuurlijke verjonging weer tot (inheems) bos kunnen ontwikkelen. Bij zoomkap worden stroken bos tegen de heersende windrichting in gekapt. Hierbij ontstaat een bos waarbij de bomen met de heersende windrichting mee geleidelijk ouder en hoger worden, met de bedoeling windworp tegen te gaan.
In berggebied wordt door gedeeltelijke houtkap het bos verjongd ook al zijn de kosten daarvan veelal hoger dan de houtopbrengst. Het bos is daardoor beter in staat lawines op te vangen en zo lager gelegen bebouwing te beschermen.

## Houtkap en ecologie
In het tropische regenwoud werden en worden ook in de eerste helft van de 21ste eeuw bomen onder niet-duurzame omstandigheden gekapt, vaak ook illegaal, voor de bouw en voor de houtskoolproductie. Dit leidt wereldwijd tot ontbossing. Milieugroeperingen zoals Wereld Natuur Fonds en Milieudefensie komen hiertegen in het geweer. Deze illegale houtkap veroorzaakt het verdwijnen van (beschermde) soorten doordat hun leefomgeving verkleind wordt of geheel verdwijnt.
Voor duurzaam geoogst hout is onder andere het FSC-keurmerk in het leven geroepen.